# 蓋亞那簽證政策
蓋亞那合作共和國政府給予部分國家和地區公民豁免簽證待遇，這些國家和地區公民入境蓋亞那時，無需提前申請簽證。所有入境旅客的护照均須有6個月以上有效期。

## 免簽證
以下45個國家和地區的公民可免簽證入境蓋亞那，根據其國籍，可最長停留1個月、3個月或6個月不等。（右上角的數字表示其停留期限，單位為月。）
- 安地卡及巴布達6
- 阿根廷3
- 3
- 奥地利3
- 巴哈马3
- 6
- 比利时3
- 6
- 巴西3
- 加拿大3
- 3[3]
- 丹麦3
- 多米尼克6
- 芬兰3
- 法國3
- 德国3
- 希腊3
- 格瑞那達6
- 香港3
- 爱尔兰3
- 義大利3
- 牙买加6
- 日本3
- 盧森堡3
- 3
- 荷蘭3
- 新西兰3
- 3
- 挪威3
- 巴拿马3[4]
- 葡萄牙3
- 俄羅斯3
- 圣基茨和尼维斯6
- 圣卢西亚6
- 6
- 南非3
- 3
- 西班牙3
- 苏里南6
- 瑞典3
- 瑞士3
- 千里達及托巴哥6
- 英国3
- 美国3

## 落地簽證
持擔保人或接待方的邀請函前往蓋亞那旅遊者，可在入境時獲得停留期限30天的落地簽證。

## 過境免簽
持續程機票的旅客經由蓋亞那的機場轉機，可免簽證停留7小時。過境免簽不適用於下列國家的公民：
- 阿尔巴尼亚
- 亞美尼亞
- 白俄羅斯
- 保加利亚
- 中华人民共和国
- 古巴
- 捷克
- 匈牙利
- 摩尔多瓦
- 蒙古国
- 蒙特內哥羅
- 波蘭
- 羅馬尼亞
- 塞爾維亞
- 斯洛伐克
- 乌克兰
- 越南

（捷克和斯洛伐克公民可在抵達時獲得預先申請的過境簽證。）

## 外交、官員、公務及特殊護照
| 國家           | 外交 | 官員 | 公務 | 特殊 |
| -------------- | ---- | ---- | ---- | ---- |
| 玻利维亚       | 是   | 是   |      | 是   |
| 智利           | 是   |      |      | 是   |
| 中华人民共和国 | 是   | 是   |      |      |
| 哥伦比亚       | 是   | 是   |      |      |
| 古巴           | 是   | 是   |      | 是   |
| 賽普勒斯       | 是   |      | 是   |      |
| 海地           | 是   | 是   |      | 是   |
| 印度           | 是   |      |      | 是   |
| 伊朗           | 是   |      | 是   |      |
| 墨西哥         | 是   |      |      | 是   |
| 秘魯           | 是   | 是   | 是   | 是   |
| 乌拉圭         | 是   | 是   |      | 是   |
| 委內瑞拉       | 是   |      |      | 是   |